# American Head Charge
American Head Charge (também chamados Head Charge ou AHC) foi uma banda de metal industrial de Minneapolis, Minnesota, Estados Unidos.
Seu som bruto e cacofônico foi descrito como uma mistura entre o as bandas Ministry e Slipknot.
Também já foi comparada a Slayer (material recente) e Mudvayne.

## Discografia

### Álbuns
- Trepanation (1999)
- The War of Art (2001)
- The Feeding (2005)
- Demos And Rare Songs (2005)
- Can't Stop the Machine (2007)
- Tango Umbrella (2016)

## Singles
| 2002                       | "Just So You Know" | 52 | The War of Art |
| 2002                       | "All Wrapped Up"   | —  | The War of Art |
| 2005                       | "Loyalty"          | —  | The Feeding    |
| "—" não chegou às tabelas. |                    |    |                |